# Kwinti (langue)
Le Kwinti est la langue parlée par les Kwinti, un groupe ethnique vivant dans la forêt intérieure du Suriname. 

## Langue
Cette langue est parlée par moins de mille personnes, c'est un créole à base lexicale anglaise avec des influences françaises et autres. Il est proche de la langue aluku, ndjuka et paramaka (c'est-à-dire aux langues parlées par les Paramaka et les Aluku).